# Waarder
Waarder is een dorp in de Nederlandse gemeente Bodegraven-Reeuwijk en ligt in de provincie Zuid-Holland. Het dorp is omsloten door de steden Woerden en Oudewater (provincie Utrecht) en de dorpen Papekop, Driebruggen en Nieuwerbrug.
Het dorp is overwegend protestants.

## Geschiedenis
Waarder is ontstaan rondom een verhoging in het veenontginningsgebied langs het veenriviertje de Oude Wetering en beslaat onder andere de volgende polders: Oosteinderpolder, Westeinderpolder, Korte Waarder en Kerverland.
Op een nog bestaande verhoging is rond 1500 de huidige Nederlandse hervormde kerk gebouwd; de westgevel is volgens een dateringssteen uit 1774. De eerste maal dat er over het dorp Waarder werd gesproken was in 1108. In Waarder, een voormalig ambachtsheerlijkheid, heeft tot 1672 een commanderij van de Johannieterorde gestaan: de Hof van Waarder. Van deze commanderij is niets meer over.
De gemeente Waarder werd in 1814 deels overgeheveld van de provincie Utrecht naar Zuid-Holland en kwam zodoende in beide provincies te liggen om in 1818 definitief onder de provincie Zuid-Holland te vallen. Tot 1964 bleef Waarder een zelfstandige gemeente, die na opheffing verdeeld werd tussen Driebruggen (grootste deel) en Woerden. Het gemeentewapen bestond uit drie woerden (mannelijke eenden). Van 1964 tot 1989 behoorde Waarder tot de gemeente Driebruggen. Van 1989 tot 2011 behoorde het tot de gemeente Reeuwijk.
In de jaren 1970 is men begonnen met een uitbreiding aan de Kosterdijk, om vervolgens achter de Molendijk een nieuwbouwwijk te maken. De laatste uitbreidingen vonden plaats aan Hof van Waarder, parallel lopend aan het middeleeuwse Kerkelaantje, en het Jenneke E. Bijlhof. In het dorp is van de oude bebouwing weinig over, slechts de N.H.-kerk, de oude openbare school (1882) en een paar boerderijen. Buiten het dorp zijn een groot aantal boerderijen in hun originele staat (zoals aan het Westeinde). In 2008 vierde het dorp Waarder zijn 900-jarig bestaan.
Ten oosten van Waarder is in 1986 een olie- en gasveld ontdekt, het Papekopveld.

## Externe link

Waarder met rood aangegeven.